# End of the Night
End of the Night – piosenka autorstwa Jima Morrisona (napisana podczas pobytu w Venice, gdzie powstały też takie utwory jak m.in. "Moonlight Drive", "Soul Kitchen" i "Hello, I Love You") zainspirowana powieścią Louisa Ferdinanda Céline'a pt. Journey to the end of the night (Podróż do kresu nocy). Pochodzi z debiutanckiej eponimicznej płyty zespołu z 1967, The Doors. 
Początkowo pierwsza linijka piosenki brzmiała take the trip to the end of the night Już po nagraniu jej, z powodu zbyt częstego występowania słowa trip została zmieniona na wers take the highway to the end of the night (rusz autostradą po kres nocy). Wizja drogi przejawiała się w wielu późniejszych utworach Morrisona. W piosence zawarte zostały również inne, najwcześniejsze teksty zapisane w notatnikach piosenkarza z okresu pobytu w Venice.